# Condado de Lences
El condado de Lences es un título nobiliario español creado el 13 de octubre de 1650 por el rey Felipe IV a favor de Pedro Villela Zorrilla y Arce, capitán general de Sevilla y mayordomo de la reina.
La denominación del título se refiere a la localidad de Lences en la Bureba, provincia de Burgos.

## Condes de Lences
|                        | Titular                                                | Periodo                |
| Creación por Felipe IV | Creación por Felipe IV                                 | Creación por Felipe IV |
| ---------------------- | ------------------------------------------------------ | ---------------------- |
| I                      | Pedro Villela Zorrilla y Arce                          | 1650-¿?                |
| II                     | Francisco de Villela e Idiáquez                        | ¿?-1676                |
| III                    | Antonio Joaquín de Villela e Idiáquez                  | 1676-1704              |
| IV                     | Isabel Antonia de Villela y Vega                       | 1708-¿?                |
| V                      | Ana María de Orozco y Villela                          | ¿?-1738                |
| VI                     | Joaquín Antonio Osorio y Orosco                        | 1738-1782              |
| VII                    | Benito Osorio y Laso de la Vega                        | 1782-1819              |
| VIII                   | Francisco de Paula de Tovar y Colmenares               | 1819-1821              |
| IX                     | María Francisca de Tovar y Peguera                     | 1849-1871              |
| X                      | Petra de Alcántara Gutiérrez de la Concha y Tovar      | 1873-¿?                |
| XI                     | Manuel Bernardino de Carvajal y Gutiérrez de la Concha | ¿?-1915                |
| XII                    | María del Carmen de Carvajal y del Alcázar             | 1915-1938              |
| XIII                   | José Manuel de Zuleta y Carvajal                       | 1939-1992              |
| XIV                    | José Manuel de Zuleta y Alejandro                      | 1998-actual titular    |

## Historia de los condes de Lences
- Pedro Villela Zorrilla y Arce (m. 4 de noviembre de 1683), I conde de Lences,[2] I vizconde de Villerías, caballero de la Orden de Santiago, asistente de Sevilla, mayordomo de la reina Mariana de Austria y gentilhombre de boca del rey Felipe IV. Era hijo de Pedro de Villela y Murga y de su segunda esposa, Isabel Zorrilla de Arce y Manrique[3] Testó el 4 de noviembre de 1683 y falleció dos días después.[4] Su padre había casado en primeras nupcias con María Vélez de Beláustegui y Areiza y de este matrimonio nació Jerónima de Villela y Beláustegui que casó en segundas nupcias con Tomás de Tovar y Guevara,[4] ancestros de Francisco de Paula de Tovar y Colmenares, VIII conde de Lences.

Casó con Isabel Idiáquez de Álava (m.  15 de enero de 1681), IV condesa de Triviana, hija de Juan Alonso de Idiáquez de Butrón y Múgica (1597-1653), II duque de Ciudad Real, II marqués de San Damián en Lombardía, II conde de Aramayona, II conde de Biandrina., y de su esposa Ana María de Álava y Guevara (m. 28 de enero de 1623), II condesa de Triviana. Le sucedió su hijo:
- Francisco de Villela e Idiáquez, II conde de Lences.[4] En 1676 renunció el título para tomar el hábito del Císter en el monasterio de Nuestra Señora de Monsalú.[4] Le sucedió su hermano:

- Antonio Joaquín de Villela y Idiáquez (m. 16 de octubre de 1704), III conde de Lences,[6] V conde de Triviana y III vizconde de Villerías.[6] Después de enviudar, fue sacerdote.[4]

Contrajo matrimonio en 1678, en Madrid, con Teresa de Vega y Menchaca, hija de Pedro Álvarez de Vega (m. 1609), II conde de Grajal, y de Beatriz Bermúdez de Castro Menchaca, XVI señora de Montaos. Le sucedió su hija:
- Isabel Antonia de Villela y Vega de Álava, IV condesa de Lences,[6] VI condesa de Triviana y IV vizcondesa de Villerías.[6]

Casó en 1702 con Francisco de Orozco y Zapata, IV marqués de Mortara, III marqués de Olías y IV marqués de Zarreal. Sucedió su hija:
- Ana María de Orozco y Villela (20 de septiembre de 1711-1738),[5] V condesa de Lences,[6] VII condesa de Triviana, VII duquesa de Ciudad Real,[5] IV marquesa de Olías, VII marquesa de San Damián, VII condesa de Aramayona, condesa de Barrica, V marquesa de Mortara, IV marquesa de Zarreal, IV marquesa de Olías, V vizcondesa de Villerías y VII condesa de Biandrina.[6]

Casó el 11 de mayo de 1729, en Alcalá de Henares, siendo su primera esposa, con Vicente Osorio y Vega, hijo de Manuel Pérez Osorio Vega Enríquez de Guzmán, VI marqués de Montaos, VIII conde de Grajal, IX conde de Fuensaldaña, y de Josefa Antonia de Guzmán y Spínola. Le sucedió su hijo:
- Joaquín Antonio Osorio y Orozco Manrique de Lara (Madrid, 1734-Gibraltar 2 de mayo de 1782[5]), VI conde de Lences,[6] VIII conde de Triviana, VIII duque de Ciudad Real,[5] VI marqués de Mortara, V marqués de Olías, V marqués de Zarreal, VIII marqués de San Damián, II conde de Aramayona,[6] y gentilhombre de cámara.

Casó el 6 de junio de 1751, en Madrid, con Rafaela Lasso de la Vega y Sarmiento (n. Madrid, 19 de octubre de 1732), hija de Luis Lasso de la Vega y Manrique de Lara, II duque del Arco, marqués de Miranda de Anta, conde de Puertollano, y de María Francisca de Sarmiento y Zúñiga. Le sucedió su hijo:
- Benito Osorio Orozco y Lasso de la Vega (1781-1819), VII conde de Lences,[6]  IX conde de Triviana, IX duque de Ciudad Real,[5] VII marqués de Mortara, VI marqués de Olías, VI marqués de Zarreal, IX marqués de San Damián y IX conde de Aramayona.

Casó en primeras nupcias con María Paula de Mena y Benavides de quien no hubo descendencia. Contrajo un segundo matrimonio con Josefa de Carroz Centelles Catalá de Valeriola, III duquesa de Almodóvar del Río. Sin descendientes, le sucedió un descendiente de Jerónima de Villela y Belaustegui, hermanastra del primer conde de Lences, y de su segundo esposo, Tomás de Tovar y Guevara.
- Francisco de Paula de Tovar y Colmenares (m. 1821), VIII conde de Lences,[9] V conde de Cancelada, hijo de Francisco de Tovar y Gasca de la Vega, IV conde de Cancelada, y de María Brígida Colmenares Contreras.[10]

Casó con María Manuela de Peguera y de Amat (m. 1865). Le sucedió su hija:
- María Francisca de Paula de Tovar y Peguera Amat de la Gasca (1803-3 de diciembre de 1871),IX condesa de Lences, VI condesa de Cancelada, II marquesa de Revilla, IX marquesa de los Aguilares.

Casó el 16 de enero de 1841 con Manuel Gutiérrez de la Concha e Irigoyen, nacido de Córdoba de Tucumán, antiguo virreinato de Buenos Aires, I marqués del Duero, senador del Reino, teniente general de los ejércitos nacionales Le sucedió su hija:
- Petra de Alcántara Gutiérrez de la Concha y Tovar Irigoyen (Madrid, 15 de julio de 1846-Valladolid, 9 de diciembre de 1908), X condesa de Lences,[13] VII condesa de Cancelada, II marquesa del Duero,[12] IX marquesa de Revilla, X marquesa de los Aguilares y VII marquesa de Castro de Torres.[13]

Casó el 2 de abril de 1866, en Madrid, con Ángel Luis de Carvajal y Fernández de Córdova, X duque de Abrantes, XI duque de Linares, X marqués de Sardoal, ministro de Fomento y alcalde de Madrid. Le sucedió su hijo:
- Manuel Bernardino de Carvajal y Gutiérrez de la Concha (Munguía, 9 de septiembre de 1868-Madrid, 19 de noviembre de 1915) XI conde de Lences,[13] XI duque de Abrantes,[14] XII duque de Linares, XI marqués de Sardoal y III marqués del Duero.[13]

Casó el 2 de julio de 1900, en Madrid, con María del Carmen del Alcázar y Roca de Togores,  hija de Diego del Alcázar y Guzmán, VII marqués de Peñafuente, XII conde de Villamediana, V conde de los Acevedos y II vizconde de Tuy, y de María del Carmen Roca de Togores y Aguirre-Solarte. Le sucedió su única hija: Sucedió su unigénita:
- María del Carmen de Carvajal y del Alcázar (Munguía, 14 de septiembre de 1901-7 de enero de 1938), XII condesa de Lences,[13] VIII condesa de Cancelada, XII duquesa de Abrantes,[14] III marquesa del Duero, XII duquesa de Linares, XII marquesa de Sardoal y dama de la Reina Victoria Eugenia de Battenberg.[17][6]

Casó el 2 de julio de 1920, siendo su primera esposa, con Francisco de Borja de Zuleta y Queipo de Llano, XX conde de Belalcázar. Le sucedió su hijo:
- José Manuel de Zuleta y Carvajal (1927-San Fernando, Cádiz, 15 de octubre de 1992), XIII conde de Lences,[18] IX conde de Cancelada, XIV duque de Abrantes,[14] V marqués del Duero, XIII marqués de Sardoal, XIV marqués de Valdefuentes, XXIII conde de Belalcázar, XVII conde de Casares, caballero de la Orden de Alcántara, maestrante de Sevilla, coronel de caballería.[18]

Casó el 2 de mayo de 1957 con Virginia Alejandro García. Le sucedió su hijo:
- José Manuel de Zuleta y Alejandro (n. Melilla, 1960), XIV conde de Lences,[18] X conde de Cancelada, XV duque de Abrantes,[14] VI marqués del Duero,[12] XIV marqués de Sardoal, XV marqués de Valdefuentes, XXIV conde de Belalcázar.[18] y XVIII conde de Casares.

Casó el 10 de mayo de 1986 con Ana Pérez de Guzmán y Lizasoain.